# 宋庆海
宋庆海（英语：Song Kheng 
Hai，1864年—1945年），是一位早期砂拉越福建商人之一。

## 生平
宋庆海于1876年出生于福建省泉州府的贫寒家庭，在其约15时南来新加坡，在一家土产店打工。由于25岁那年宋携家带卷到古晋创业。
宋庆海早期租下海唇街门牌46号的老店并创办了“顺美安”宝号，其从事土产和杂货买卖后累积了财富并将业务多元化，也和新加坡的大商家一同进行商业合作，进军地产领域。多年后其财富也直逼当时福建首富王长水，且活跃于社会工作，并得到拉者重视后经受委任为华人裁判庭推事。
约1915年前后，拉者将浮罗岸地区交由宋庆海发展，他先在当地建了一栋宋宅，后于1926至30年间建了40多栋双层店屋。因经济大萧条使得浮罗岸店屋滞销，宋的资金链出现断裂，导致在1934年前后宣告破产。后宋家儿孙继续在商场与政坛征战并出了不少顶尖人物。宋在其破产后寓居在浮罗岸152号排屋直至1945年与世长辞。